# Mezinárodní uznání Abcházie a Jižní Osetie

Mapa světa, která ukazuje vyjádření jednotlivých států ke statusu Abcházie a Jižní Osetie (stav 29. květen 2018)
Abcházie a Jižní Osetie
Členské státy OSN, které uznávají Abcházii a Jižní Osetii
De-facto státy, které uznávají Abcházii a Jižní Osetii
De-facto státy, které uznávají nezávislost Jižní Osetie
De-facto státy, které oficiálně neuznaly nezávislost Abcházie a Jižní Osetie, či nepodaly žádné stanovisko.

Poloha Abcházie a Jižní Osetie v rámci Gruzie

Abcházie a Jižní Osetie patří k zemím se sporným mezinárodním uznáním, jež se považují za nezávislé na Gruzii, od níž se odtrhly následkem rozpadu SSSR. Většina světa je považuje za nedílnou součást Gruzie, ačkoliv ta nemá na vnitřní dění v těchto dvou republikách žádný vliv.
K prvnímu mezinárodnímu uznání nezávislosti Abcházie a Jižní Osetie došlo následkem války v Jižní Osetii v roce 2008 ze strany Ruska. Došlo k tomu půl roku poté, kdy západní země uznaly nezávislost Kosova, jež podobně vyhlásilo nezávislost na Srbsku. Tato skutečnost a neuznání nezávislosti Abcházie a Jižní Osetie západními zeměmi vedly ke vzájemnému obviňování z uplatňování dvojího standardu a z pokrytectví kvůli právu na sebeurčení na jedné straně a územní celistvost na straně druhé.
Mezinárodní společenství během rozpadu SSSR uznalo nezávislost všech bývalých svazových republik, ale nezávislost autonomních svazových republik či jiných autonomních celků nikoliv. Čelní představitelé Abcházie a Jižní Osetie jednostranně vyhlásili nezávislost na Gruzínské sovětské socialistické republice a později na Gruzii od roku 1990 již několikrát. Abcházie a Jižní Osetie se na základě dohody mezi neuznanými státy ze 17. listopadu 2006 navzájem uznávají. Tuto dohodu dále podepsalo Podněstří a Náhorní Karabach. Gruzie po uznání nezávislosti Abcházie a Jižní Osetie Ruskem reagovala vyhlášením těchto dvou států za svá, Ruskem okupovaná území. Nezávislost Abcházie a Jižní Osetie dosud uznalo pět členských zemí OSN, tedy Rusko, Venezuela, Nikaragua, Nauru a Sýrie.

## Státy, které uznaly Abcházii či Jižní Osetii
| Pořadí | Stát      | Datum uznání                                               | Poznámky |
| ------ | --------- | ---------------------------------------------------------- | -------- |
| 1.     | Rusko     | 26. srpna 2008                                             |          |
| 2.     | Nikaragua | 5. září 2008                                               |          |
| 3.     | Venezuela | 10. září 2009                                              |          |
| 4.     | Nauru     | 15. prosince 2009 (Abcházie) 16. prosince 2009 (J. Osetie) |          |
| 5.     | Sýrie     | 29. května 2018                                            |          |

### Neuznané státy, které uznaly Abcházii a Jižní Osetii
| Pořadí | Stát                                    | Datum uznání       | Poznámky                       |
| ------ | --------------------------------------- | ------------------ | ------------------------------ |
| 1.     | Abcházie                                | 17. listopadu 2006 | Uznání Jižní Osetie            |
| 2.     | Jižní Osetie                            | 17. listopadu 2006 | Uznání Abcházie                |
| 3.     | Podněstří                               | 17. listopadu 2006 | Uznání Abcházie a Jižní Osetie |
| 4.     | Saharská arabská demokratická republika | 30. září 2010      | Uznání Jižní Osetie            |

### Státy, které uznání Abcházie a Jižní Osetie anulovaly
| Pořadí | Stát    | Datum uznání                                       | Datum anulace     | Poznámky                                                           |
| ------ | ------- | -------------------------------------------------- | ----------------- | ------------------------------------------------------------------ |
| 1.     | Vanuatu | 23. května 2011                                    | 12. července 2013 | Jižní Osetie uznána nebyla uznání Abcházie v OSN opakovaně popřeno |
| 2.     | Tuvalu  | 18. září 2011 (Abcházie) 19. září 2011 (J. Osetie) | 31. března 2014   |                                                                    |

## Historické souvislosti
V dobách SSSR byly Abcházie a Jižní Osetie integrovány do Gruzínské SSR jako Abchazská ASSR respektive Jihoosetinská autonomní oblast. Po rozpadu SSSR došlo v obou těchto oblastech k válečným konfliktům. Od roku 1991 do 1992 probíhala válka v Jižní Osetii, v jejímž průběhu dne 29. května 1992 Jižní Osetie jednostranně vyhlásila nezávislost na Gruzii, dle Ústavy jako „Republika Jižní Osetie“  V Abcházii byla situace podobná. Tam vypukla válka až v roce 1992 poté, kdy byl v Gruzii pučem svržen režim prvního demokraticky zvoleného prezidenta Zviada Gamsachurdii. Abcházie deklarovala svou nezávislost až po skončení války v roce 1993, což stvrdila svou Ústavou v roce 1994. Nezávislost obou nových republik nebyla žádnou zemí světa v té době uznána a obě se ocitly v mezinárodní izolaci. Gruzie se po mnoho let pokoušela obě země znovu včlenit do svých struktur, například příslibem nejširší možné autonomie, avšak vlády obou těchto zemí držely nad svými územími pevně kontrolu a nabídky odmítaly..

### Zvrat v roce 2008
Situaci, kdy byly obě republiky drženy v mezinárodní izolaci, byť s nimi udržovalo neoficiální kontakty a poskytovalo podporu pouze Rusko, změnila skutečnost, že Kosovo se po vyhlášení nezávislosti dne 17. února dočkalo částečného mezinárodního uznání, aniž by takovýto krok uznávalo Srbsko, od kterého se Kosovo odtrhlo. Rusko už s předstihem deklarovalo, že v případě uznání nezávislosti Kosova západními státy přehodnotí svůj postoj vůči separatistickým republikám Abcházie a Jižní Osetie, a na půdě Rady bezpečnosti OSN tuto skutečnost kritizovalo jako precedens vůči ostatním separatistickým režimům ve světě. Kosovo totiž bylo na základě Rezoluce Rady bezpečnosti OSN č. 1244 od roku 1999 pod správou mise OSN, ale formálně bylo stále součástí Srbska. Vláda USA však případ Kosova jako precedens odmítla, označila jej za unikátní případ a vyzvala ostatní země světa, aby se zdržely prohlášení, které by narušily mírové vyřešení situace v Abcházii a Jižní Osetii.
Dne 15. dubna 2008 byla jednomyslně přijata v Radě Bezpečnosti OSN rezoluce č. 1808, která se týkala situace v Abcházii, jež byla na základě této rezoluce uznávána mezinárodním společenstvím jako nedílná součást Gruzie, byl zdůrazněn dohled na klid zbraní, tedy byla prodloužena mise UNOMIG, v které převažovaly ruské mírové sbory. Avšak ve dnech 7. až 12. srpna 2008 proběhla válka v Jižní Osetii, kterou zahájilo gruzínské dělostřelectvo ostřelováním osetských vesnic s cílem ovládnout jihoosetské hlavní město Cchinvali. Kvůli zabití příslušníků ruských mírových sil se do konfliktu zapojilo Rusko a nakonec i Abcházie. Tato šestidenní válka skončila porážkou Gruzie, poškozením její infrastruktury vpádem ruských vojsk do některých gruzínských regionů a vyhnáním gruzínských vojsk z území Jižní Osetie i z abchazské soutěsky Kodori. 20. srpna projednávalo poslední události Abchazské lidové shromáždění i parlament Jižní Osetie a obě instituce se usnesly, že požádají Ruskou federaci o uznání nezávislosti. Tato usnesení podpořila i abchazská a jihoosetská veřejnost manifestací v ulicích jejich hlavních měst. Za přispění francouzského prezidenta Nicolase Sarkozyho bylo mezi Ruskem a Gruzií podepsáno příměří, kde se strany zavázaly nejen ke klidu zbraní a návratu vojáků na pozice před válkou, ale také k zahájení mezinárodních rozhovorů o statutu Abcházie a Jižní Osetie. Západ slovy americké ministryně zahraničí Condoleezzy Riceové požadoval okamžité stažení ruských vojsk a při jednáních mají být obě separatistické republiky považovány za gruzínské suverénní území. Gruzie však bod příměří ohledně statutu obou separatistických republik vypustila, neboť trvala na územní celistvosti, avšak ruský prezident Dmitrij Medveděv ho považoval za klíčový k zajištění bezpečnosti a připomínal dřívější hrozby, že Rusko uzná nezávislost Jižní Osetie a Abcházie na základě kosovského precedentu. Ruská armáda dále prohlásila, že Gruzie již nemá právo působit v mírových sborech podél hranic s oběma dotyčnými republikami.
Dne 23. srpna 2008 se jihoosetský prezident Eduard Kokojty vydal do Moskvy, aby promluvil v Rade federace, kde označil kroky gruzínského vedení za kavkazský Stalingrad. O dva dny později dorazil do Moskvy na jednání Rady federace i abchazský prezident Sergej Bagapš, jenž prohlásil, že Abcházie ani Jižní Osetie se nikdy součástí Gruzie nestanou, a požádal osobně o uznání nezávislosti. Po těchto slyšeních se žádostmi Abcházie a Jižní Osetie zabývala Duma.

## Uznání nezávislosti Ruskem

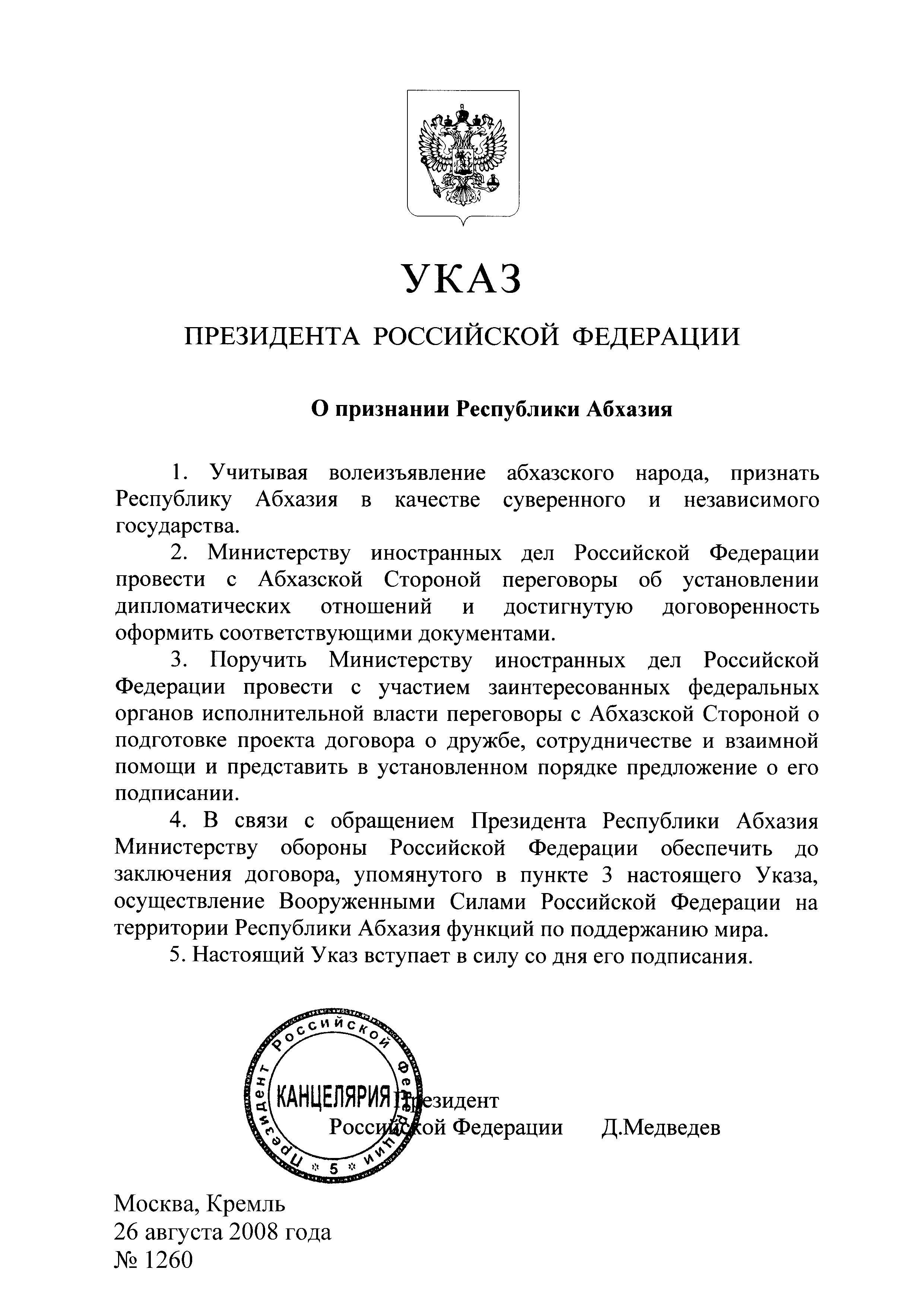
Prezidentský dekret č. 1260, kterým Rusko uznalo nezávislost Abcházie

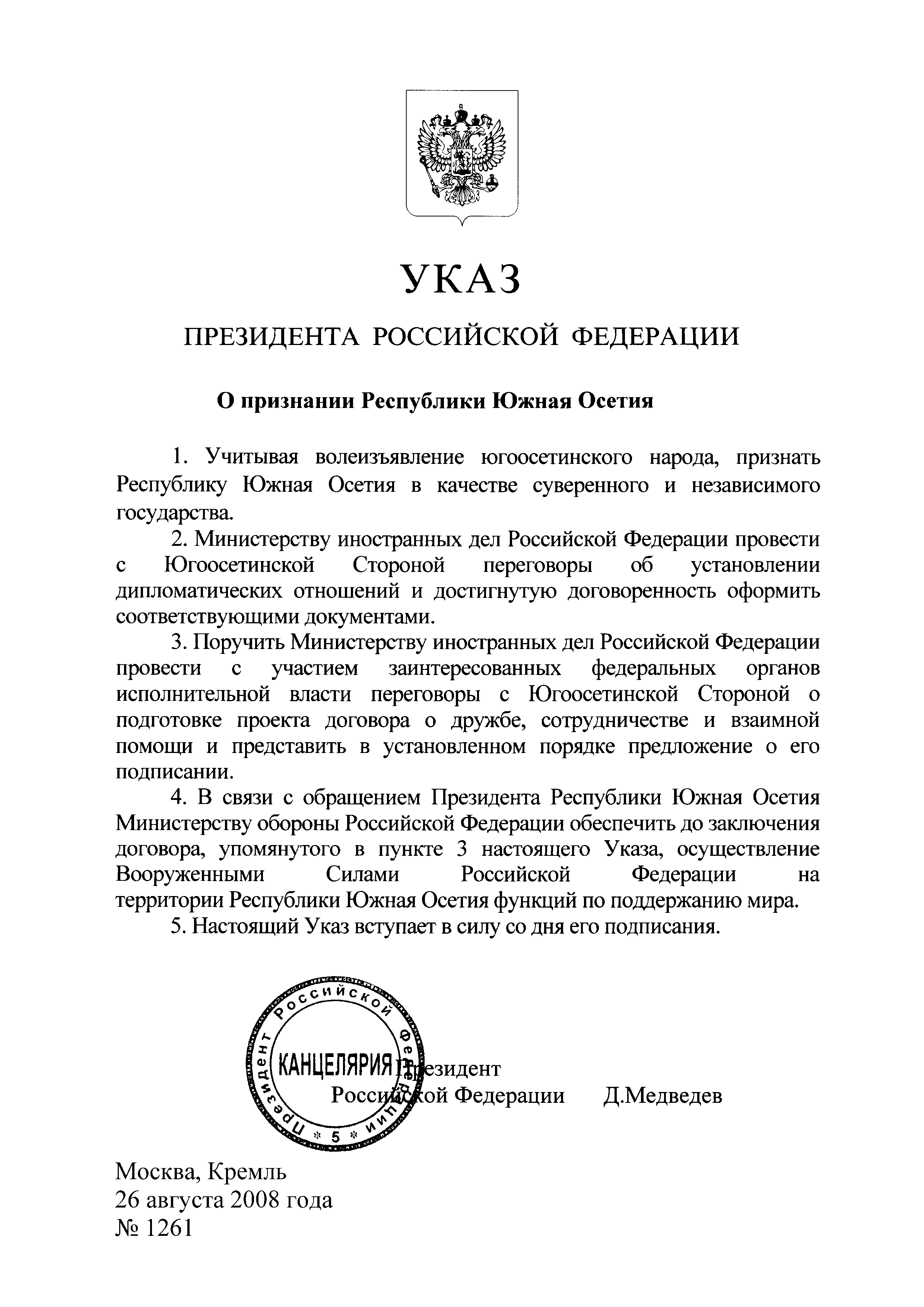
Prezidentský dekret č. 1261, kterým Rusko uznalo nezávislost Jižní Osetie

Ruská státní duma i Rada federace přijaly usnesení, kterým vyzvaly ruského prezidenta Medvěděva, aby žádostem obou republik vyhověl. Dne 26. srpna 2008 podepsal dekrety, jimiž Ruská federace uznala nezávislost Jižní Osetie a Abcházie a navázala s nimi oficiální diplomatické styky.
Své rozhodnutí vysvětlil Medvěděv nedávnými události, touhou tamních obyvatel po nezávislosti, kterou několikrát deklarovali v referendech, dále připomněl válečné konflikty na začátku 90. let a roli Ruska, jež se zasazovalo o jednání při respektu územní celistvost Gruzie. Gruzii vyčetl neustálé ignorování výsledků těchto jednání a obvinil ji z politických i vojenských provokací i z útoku na ruské mírové sbory. Rusko dle něj prokázalo trpělivost tím, že přimělo během let znesvářené strany usedat za jednací stůl, a že z pozice respektu územní celistvosti Gruzie fakticky neuhnulo ani po vyhlášení nezávislosti Kosova a jeho uznání západem, který ignoroval ruské návrhy řešení situací stejně jako Gruzie, NATO i OSN. Proto usoudil, že Gruzie nikdy nehodlala Abcházii a Jižní Osetii řešit mírově a cílevědomě se připravovala na válku. Uznat jejich nezávislost proto bylo rozhodnutí, které zachrání lidské životy.
Medvěděv dále prohlásil, že Rusko po rychlém uznání kosovské nelegální deklarace nezávislosti na Srbsku západem argumentovalo, že poté už nebude možné říct Abchazům, Osetům a desítkám dalších uskupení po celém světě, že co bylo dovoleno u kosovských Albánců, nebude dovoleno jim. V mezinárodních vztazích není možné, aby jedno pravidlo platilo jen pro někoho a jiné pravidlo pro ostatní.“
Vladimir Putin, premiér Ruska, v rozhovoru s televizní stanicí CNN označil zastánce územní celistvosti Gruzie za stalinisty a narážel na skutečnost, že Stalin coby etnický Gruzínec tato území přičlenil ke Gruzínské SSR. Následovala jednání o ruské vojenské pomoci oběma těmto republikám a ruský velvyslanec u NATO Dmitrij Rogozin pohrozil, že jakýkoliv útok jednotek NATO na Abcházii či Jižní Osetii bude znamenat vyhlášení války Ruské federaci.
Postup Ruska v této záležitosti kritizovaly na jednání Rady Bezpečnosti OSN o dva dny později Spojené státy americké jako narušení teritoriální integrity Gruzie (viz Reakce USA níže). Stálý zástupce Ruska při OSN Vitalij Čurkin hájil uznání nezávislosti, nařkl Radu Bezpečnosti z uplatňování dvojího standardu a konfrontoval USA ohledně argumentů týkajících se zbraní hromadného ničení ospravedlňujících invazi do Iráku v roce 2003.
Rusko veškerou kritiku tohoto rozhodnutí odmítalo a bylo připravené čelit jakékoliv reakci západních zemí, včetně v krajním případě úplného zmrazení vztahů s nimi a startu nové Studené války.

### Vnitropolitické důsledky
Rozhodnutí uznat nezávislost Abcházie a Jižní Osetie probralo dle zprávy pro Radu Evropy mnohonárodnostní obyvatelstvo Severního Kavkazu k větší aktivitě a zdejší aktivisti začali volat po nezávislosti na Rusku. Například opoziční aktivista Magomet Chasbijev vyzval během rozhovoru v rádiu Echo Moskvy, aby se Ingušsko odtrhlo a požádalo Evropu či USA o separaci od Ruska. Prezident Dmitrij Medvěděv však odmítl, že by jeho rozhodnutí znovu podnítilo separatismus v republikách Severního Kavkazu, a že by takový scénář mohl vzniknout jedině díky nekalým aktivitám zahraničních osob. Situace na severním Kavkaze totiž nebyla v posledních letech stabilní a Rusko zde v nedávné minulosti vedlo dvě války (První čečenská válka a Druhá čečenská válka) proti Čečensku, jež usilovalo o nezávislost na Rusku.
Další reakce přišla v prohlášení Všetatarského občanského centra, které sdružuje nacionalistické skupiny v Tatarstánu, že Rusko poprvé v moderních dějinách uznalo nezávislost svých vlastních občanů (naráželi na skutečnost, že Abchazové i jižní Oseti vlastnili ruské pasy). Všetatarské občanské centrum vyjádřilo naději, že Tatarstán by mohl být dalším na řadě. Dle vydavatele opozičního listu Zvjezda Povolžja Rašita Achmetova Rusko ztratilo morální právo nezávislost Tatarstánu neuznat. Další nacionalistické tendence se objevily v sousedním Baškortostánu. Místní organizace Kuk Bure, která bojuje za školní výuku v baškirštině, v této souvislosti obvinila Moskvu z používání „dvojího metru“. Dle ředitele kavkazské sekce organizace International Crisis Group, Lawrence Scotta Sheetse, si Rusko tímto krokem uznat nezávislost Abcházie a Jižní Osetie zadělalo na problémy v horizontu dvaceti let.

## Reakce Gruzie
Dne 26. srpna 2008, kdy Rusko uznalo nezávislost obou těchto zemí, vystoupil gruzínský prezident Michail Saakašvili v televizním projevu a deklaroval, že ruské kroky jsou pokusem o anexi Gruzie a porušením mezinárodního práva, ale Gruzie se nevzdá a bude bojovat za opětovné přičlenění obou separatistických republik mírovými prostředky. Ruské kroky odsoudil jako „první pokus od druhé světové války o změnu hranic v Evropě silou“ a jako chybu mimořádných rozměrů, kterou Rusko poškozuje své postavení v mezinárodních vztazích. Náměstek gruzínského ministra zahraničí Giga Bokerija označil téhož dne situaci za „nepokrytou anexi těchto regionů, které jsou součástí Gruzie.“
Dne 28. srpna 2008 přijal Parlament Gruzie nezávazné usnesení, v němž označil Abcházii a Jižní Osetii za "Ruskem okupované regiony" a ruské vojáky přítomné v obou oblastech za "okupační jednotky." Dále v usnesení nařizuje vládě anulovat veškeré dřívější dohody ohledně působení ruských mírových sborů a přerušit s Ruskem diplomatické styky. Hned následující den se gruzínská vláda pustila do realizace přerušení diplomatických styků s Ruskem a uzavřela svou moskevskou ambasádu, zároveň nařídila ruským diplomatům opustit území Gruzie. Diplomacie mezi oběma zeměmi zůstane zachována pouze na úrovni konzulátů v zájmu velké gruzínské diaspory v Rusku. Podobným způsobem Gruzie postupovala i v případě Nikaraguy a rovněž s ní přerušila diplomatické styky. Diplomatické styky přerušovala v následujících letech i s dalšími zeměmi, které nezávislost obou zemí uznaly.
V následujícím čase Gruzie podnikla kroky, aby Abcházii i Jižní Osetii diplomaticky i ekonomicky izolovala. 23. října 2008 přijala Gruzie "zákon o okupovaných regionech," v jehož preambuli se odvolává na mezinárodní právo a ženevské konvence. V prvních článcích zákon označuje Rusko za agresora a okupanta, vyjmenovává regiony Abcházie, Jižní Osetie, výsostné vody v Černém moři i vnitřní vodní plochy podél hranice s Ruskem od řeky Psou po Inguri včetně jejich nerostného bohatství, a vzdušný prostor nad těmito regiony, dále vymezuje zákonné podmínky vstupu do daných lokalit a ekonomických aktivit. Zákon v podstatě zakazoval vstup na území Abcházie a Jižní Osetie cizím státním příslušníkům z Ruska či přes moře či letecky a zakazoval cizím státním příslušníkům i zahraničním firmám na těchto územích podnikat, s výjimkou aktivit odsouhlasených gruzínskou vládou či z humanitárních důvodů. Porušením tohoto zákona pachatelé riskovali vysoké tresty odnětí svobody. Gruzínské námořnictvo ve smyslu tohoto zákona zahájilo námořní blokádu Abcházie a zadrželo nákladní lodí převážející převážně pohonné hmoty do Abcházie, která je na takových dodávkách závislá. Rusko od 21. září 2009 reagovalo nasazením vlastních lodí z Černomořské flotily na jejich ochranu. V průběhu roku 2009 byla situace velmi napjatá a neklidná i na hranicích s Jižní Osetií.
V roce 2010 Gruzie navrhla Abcházii a Jižní Osetii projekt Nové strategie skrze spolupráci, kde obyvatelům slibovala ekonomickou pomoc namísto izolace a začlenění do kulturních a vzdělávacích projektů na území Gruzie, a ujišťovala je o ochotě řešit situaci s nimi mírovou cestou, a že požívají práv gruzínských občanů.

## Reakce v Abcházii a Jižní Osetii
Už v době uznání nezávislosti Kosova zvýšily obě separatistické republiky tlak na Rusko a mezinárodní instituce ohledně uznání jejich nezávislosti. Následkem války v Jižní Osetii podaly Rusku oficiální žádost o uznání (viz výše Reakce Ruska). Jakmile jim bylo vyhověno, obyvatelstvo Abcházie i Jižní Osetie slavilo v ulicích s vínem, i za zvuků střelby do vzduchu. Jihoosetský prezident Eduard Kokojty prohlásil, že Rusko zachránilo jeho národ před genocidou a je připraven k jednání o založení stálé ruské vojenské základny na území Jižní Osetie.

## Reakce USA a západních zemí
Jak NATO, tak OSCE, tak Spojené státy americké vyjádřily znepokojení a ostrý nesouhlas s ruským uznáním nezávislosti Abcházie a Jižní Osetie a nadále považují obě tyto země za nedílnou součást Gruzie.
Ministryně zahraničí USA Condoleezza Riceová označila ruské rozhodnutí za politováníhodné. Prezident USA George W. Bush uznání nezávislosti obou separatistických republik Ruskem odsoudil a poukázal na skutečnost, že je toto rozhodnutí nebylo v souladu s dosavadními rezolucemi Rady bezpečnosti OSN týkajících se dotyčných oblastí, pro které Rusko samo v minulosti hlasovalo. Rovněž poukázal na skutečnost, že Rusové porušili mírový plán, který předtím navrhl francouzský prezident Nicolas Sarkozy. Bush dále prohlásil, že územní celistvost Gruzie i jiných zemí včetně Ruska je nutné respektovat, tedy oba regiony náleží do rámce mezinárodně uznaných hranic Gruzie, jak se píše v příslušných rezolucích Rady bezpečnosti OSN.
Britský ministr zahraničí David Millibald varoval Rusko před spuštěním nové Studené války a obvinil ho z pokusu o překreslení hranic Gruzie a později, téměř o rok později, obvinil Rusko i ze zneužití svého veta v Radě bezpečnosti OSN ohledně dalšího mandátu pro pozorovatele OSN ne abchazsko-gruzínské hranici.
Generální tajemník NATO Jaap de Hoop Scheffer ujistil při své návštěvě Gruzie v září 2008, že svět nepřipustí násilnou změnu gruzínských hranic, a prohlásil, že Abcházie a Jižní Osetie musí svůj problém s Gruzií vyřešit politickými způsoby a zemi nerozdělit. Odmítl, že je možné Gruzii podpořit rozmístěním jednotek NATO v zemi, neboť Gruzie není jejím členským státem, byť přijetí Gruzie do NATO v principu nevyloučil. Vyjádřil však Gruzii veškerou podporu v této krizi, označil ruskou vojenskou přítomnost za neakceptovatelnou a vůli Ruska ponechat v Abcházii a Jižní Osetii své vojáky za hořkou pilulku. Uznat nezávislost Abcházie a Jižní Osetie už dříve označil za porušení rezoluce Rady bezpečnosti OSN o územní celistvosti Gruzie.

## Reakce dalších států

### Nikaragua
Nezávislost obou zemí uznala v září 2008 Nikaragua, když s ní Rusko uzavřelo pro Nikaraguu lukrativní energetické a zbraňové smlouvy.

### Venezuela
Prezident Venezuely a hlasitý kritik USA a Západu Hugo Chávez při své státní návštěvě Ruska (kam dorazil především kvůli nákupu zbraní) 10. září 2009 řekl na schůzce ruskému prezidentovi Dmitriji Medveděvovi, že od toho dne považuje Abcházii a Jižní Osetii za nezávislé. Prezident Medveděv po setkání s Chávezem odpoledne prohlásil, že jeho země je připravená prodat Venezuele tanky i další zbraně.

### Nauru
Tichomořský ostrovní stát Nauru, uznal jako čtvrtá země světa Abcházii za samostatný stát. Od Moskvy za odměnu dostane v přepočtu 900 milionů korun. To je pro Nauru vítaná finanční injekce. (Již v minulosti si Nauru v roce 2002 nechal zaplatit od Pekingu 130 milionů dolarů za přehodnocení svého uznání Tchaj-wanu. V roce 2005 ale Tchaj-wan opět uznal, když přišla lepší nabídka.) O den později z podobných důvodů byla uznána i Jižní Osetie.

### Sýrie
Ačkoliv Sýrie zprvu nezávislost Abcházie neuznala, postavil se syrský prezident Bašár Asad během války v Jižní Osetii na stranu Ruska a označil vojenské akce Gruzie za provokaci. V roce 2015 došlo k setkání syrského velvyslance v Rusku Riada Haddada s abchazským ministrem zahraničí Vjačeslavem Čirikbou, kdy dle slov druhého jmenovaného došlo k vyslovení oboustranného přání navázat a upevnit syrsko-abchazské vztahy. Dne 29. května 2018 vláda Sýrie nezávislost Abcházie a zároveň i Jižní Osetie uznala a syrské ministerstvo zahraničí dodalo, že „k vyjádření společné vůle v budování vzájemných vztahů mezi Syrskou arabskou republikou, Republikou Abcházie a Republikou Jižní Osetie a jako výraz vděku za jejich podporu (od Abcházie a Jižní Osetie) vůči teroristické agresi proti Sýrii se tyto tři země dohodly na vzájemném uznání nezávislosti a navázání diplomatických vztahů na úrovni velvyslanectví.” Krok Sýrie ještě téhož dne odsoudil gruzínský ministr zahraničí jako ruskou manipulaci.

### Anulované uznání ze strany Vanuatu a Tuvalu
Ministr zahraničních věcí Vanuatu Alfred Carlot oznámil v květnu 2011, že jeho země uznala nezávislost Abcházie, ale nikoliv Jižní Osetie. Krátce nato však vyslanec Vanuatu v OSN Donald Kalpokas uznání Abcházie popřel.
Johnny George Koanapo, předseda delegace OSN prohlásil, že Vanuatu s konečnou platností Abcházii neuznala.
 Vanuatu navázalo 12. července 2013 vztahy s Gruzií. Při té příležitosti byla podepsána smlouva s Gruzií, v níž je zmíněno, že Vanuatu uznává územní celistvost Gruzie včetně území Abcházie a Jižní Osetie.
Gruzínský ministr zahraničních věcí Maja Panžikidze a jeho tuvalský protějšek Taukelina Finikaso podepsali 31. března 2014 smlouvu o navázání diplomatických vztahů. Finikaso přitom s odvoláním na smlouvu prohlásil, že jeho země uznává celistvost Gruzie včetně Abcházie a Jižní Osetie.